# Cayo Servilio Tuca
Cayo o Gayo Servilio Tuca  fue un político romano del siglo III a. C. perteneciente a la rama patricia de la gens Servilia. Obtuvo el consulado en el año 284 a. C.